# Église de la Panagía Pantánassa
Ne doit pas être confondue avec le monastère de la Pantanassa à Mistra.
Pour les articles homonymes, voir Église de la Panagía.
L’église de la Panagía Pantánassa (en grec moderne : Εκκλησία της Παναγίας Παντανάσσης, « église de la Vierge Souveraine »), ou simplement Pantánassa (Παντάνασσα), est un édifice religieux byzantin dédié à la Dormition de Marie situé sur la place Monastiráki, dans le centre historique d'Athènes.

## Histoire

### Une origine pour le moins incertaine
Plusieurs hypothèses de datation de l'église originelle existent. D'après la maçonnerie et les ressemblances architecturales des voûtes avec d'autres basiliques athéniennes, Geórgios Sotiríou fait remonter le monument initial aux VIIe – VIIIe siècles, tandis que l'historien de l'art Oskar Wulff défend une origine des VIIIe – IXe siècles. Anastásios Orlándos et Andréas Xyngópoulos (el) datent quant à eux l'édifice primitif du Xe siècle, alors que Gabriel Millet opte pour l'hypothèse des XIe – XIIe siècles en se conformant à l'observation des chapiteaux,. 
Récusant une datation aussi lointaine, John Freely souligne le manque de preuves historiques et architecturales en dehors de la tradition orale. À l'occasion de fouilles, le Ier Éphorat des antiquités byzantines a mis au jour des vestiges de deux phases architecturales de la période intermédiaire (el) (843-1204), plusieurs tombes, ainsi qu'une mosaïque du Ve siècle. Il apparaît toutefois difficile de retracer avec certitude la vocation des vestiges découverts. 

### De multiples rénovations
Durant la période franque du duché d'Athènes (1205-1311), le lieu constitua une dépendance du monastère d'hommes de Kaisarianí. Au XVe siècle, une église post-byzantine au toit en bois est érigée sur les ruines des précédents édifices.
Au début du XVIIe siècle, une nouvelle structure relativement proche de l'église actuelle est vraisemblablement érigée, empruntant à l'architecture ottomane certains éléments de conception des voûtes,. En 1678, un sigillion (en) du Patriarche Dionysios IV de Constantinople mentionne le lieu comme katholicon du « Grand monastère » (Μεγάλο Μοναστήρι) de femmes, propriété de Nicolas Bonefaci. L'institution monastique tirait sa renommée du tissage et les nombreux magasins qu'elle possédait dans la zone lui garantissaient des richesses considérables. À partir de 1690, l'église principale du monastère devint église paroissiale au même titre que le monastère de Kaisarianí.
Des fouilles furent conduites vers 1885, ce qui entraina la démolition des nombreux bâtiments qui formaient le complexe monastique. Une décennie plus tard, l'inauguration de la gare de Monastiráki participa également au bouleversement du monastère en déclin depuis l'indépendance grecque,. Jadis « Grand monastère », l'institution prit peu à peu le nom populaire actuel de « Petit monastère » (Μοναστηράκι), qui désigne aussi par extension le quartier environnant. L'église fut une nouvelle fois rénovée en 1890. En 1907, des travaux d'aménagement de la place donnèrent à l'endroit une physionomie plus proche des espaces publics actuels. Enfin, en 1911, sous la direction de l'architecte Ioánnis Kolliniátis, un nouveau clocher néoclassique remplaça le précédent,.
Ces multiples rénovations modernes furent toutefois atténuées par des opérations de restauration, menées à la fin du siècle dernier, afin de redonner à l'édifice l'aspect qu'il devait présenter au XVIIe siècle. Bien que décrié, le clocher néoclassique observable de nos jours fut préservé,. Les dommages causés par le séisme de 1999 (en) et le chantier de la ligne 3 du métro d'Athènes inaugurée en 2003 entrainèrent la fermeture du lieu pendant 12 ans pour travaux. L'église rouvrit au culte en 2011.

### Personnalités liées au lieu
L'église de la Panagía Pantánassa est associée à plusieurs personnages notables. Vers 912, Luc de Steirion (en), fondateur du monastère d’Ósios Loukás plusieurs décennies plus tard, y aurait pris l'habit monacal de novice à l'âge de 15 ans,. Des siècles plus tard, vers 1551, sainte Philothée d'Athènes y aurait aussi été faite religieuse par le métropolite d'Athènes Kallistos. Nectaire d'Égine, l'un des saints les plus populaires de l'Église grecque, y officia comme diacre entre 1881 et 1885,. L'écrivain Aléxandros Papadiamándis et son cousin Aléxandros Moraïtídis (el) fréquentèrent également l'église,.

## Architecture et décoration
L'église actuelle présente un plan basilical avec une nef à trois vaisseaux. Le vaisseau central à la voûte en berceau est séparé des collatéraux aux voûtes d'arêtes par deux rangées de trois colonnes reliées par des arcades,. La voûte en berceau occupe tout l'espace intérieur central, de la façade au sanctuaire, et se termine à l'est et à l'ouest par deux conques latérales,. 
Comme d'autres églises byzantines d'Athènes, l'édifice est situé à un niveau inférieur par rapport au sol actuel de la place,. Dépourvu de narthex, il mesure 16 × 11,2 m et l'épaisseur des murs varie entre 0,85 et 0,90 m. La maçonnerie extérieure en pierre calcaire intègre de nombreux remplois, notamment des chapiteaux antiques dans les angles et deux tambours de colonne en marbre remontant au IVe siècle av. J.-C..
La décoration intérieure actuelle est constituée de fresques réalisées par Spyrídon Chatzigiannópoulos dans le cadre des rénovations de la fin du XIXe siècle. Certaines icônes de l'iconostase sont l'œuvre de Fótis Kóntoglou. Par ailleurs, le lieu abrite depuis 2015 la copie d'une icône de la Panagía Gorgoepíkoos qui fut possiblement adorée en son sein à l'époque byzantine et qui se trouve actuellement au musée de l'église Saint-Georges du Caire.

## Galerie

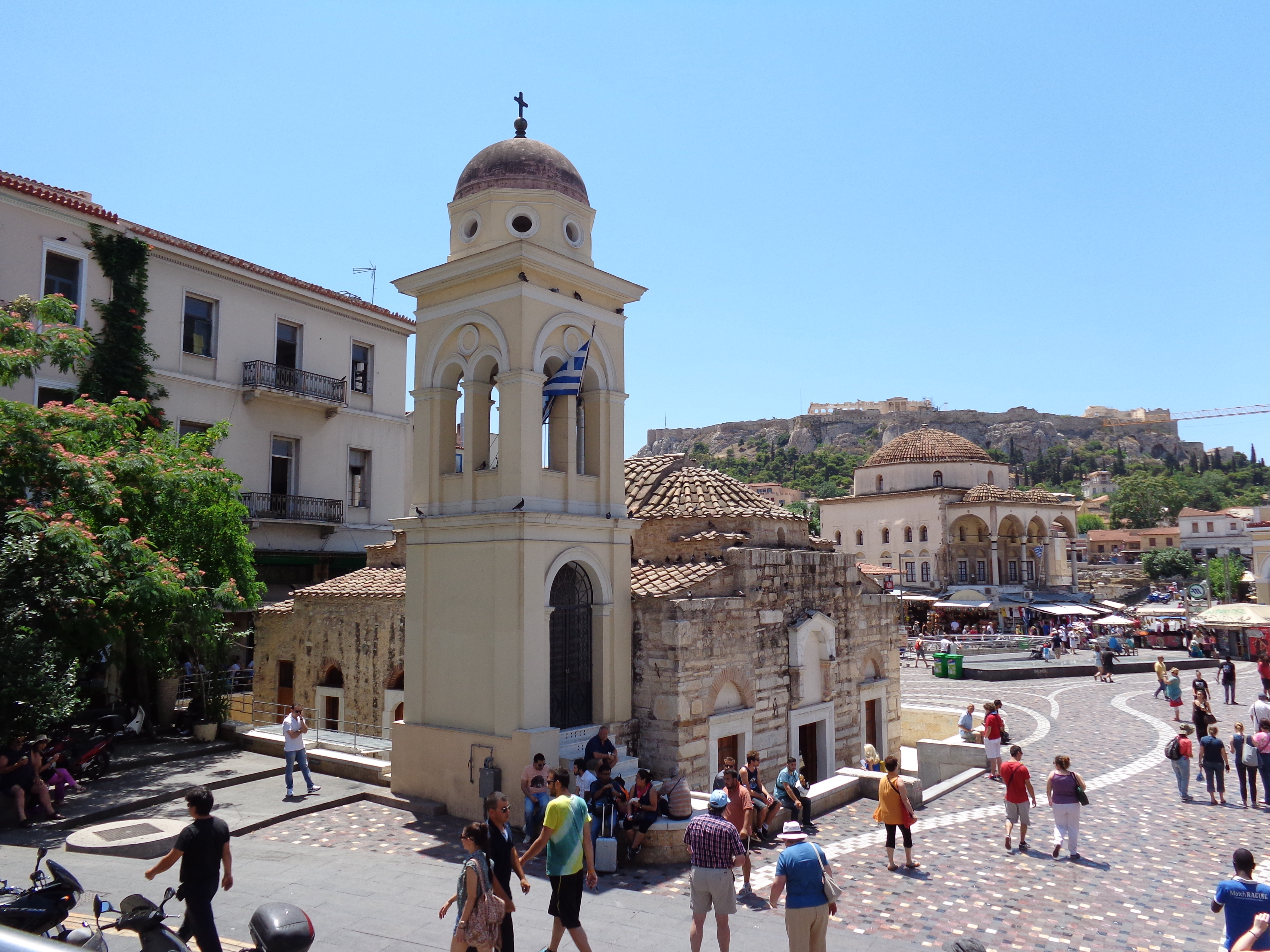
Vue depuis le nord-ouest.
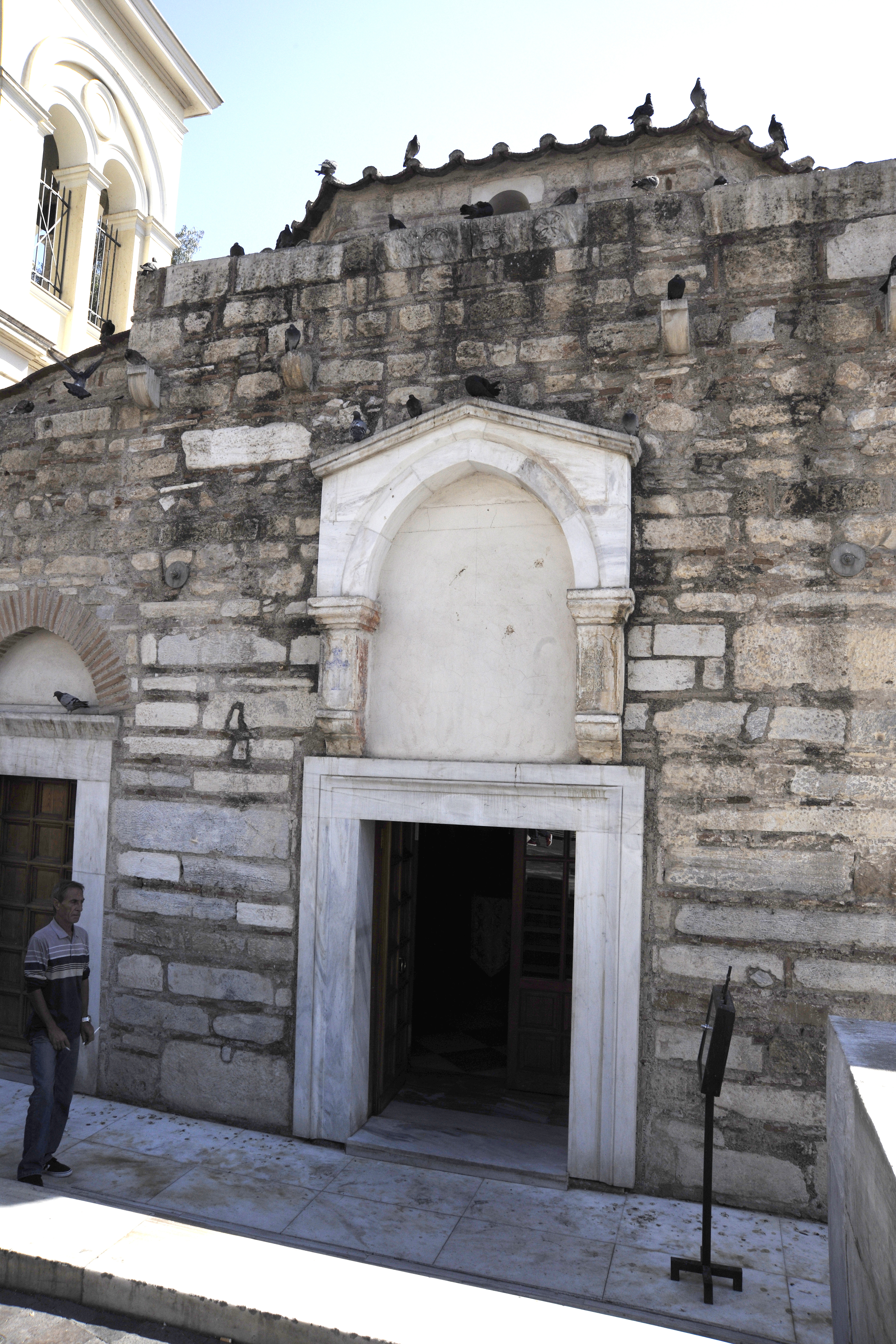
Façade principale et entrée de l'église.
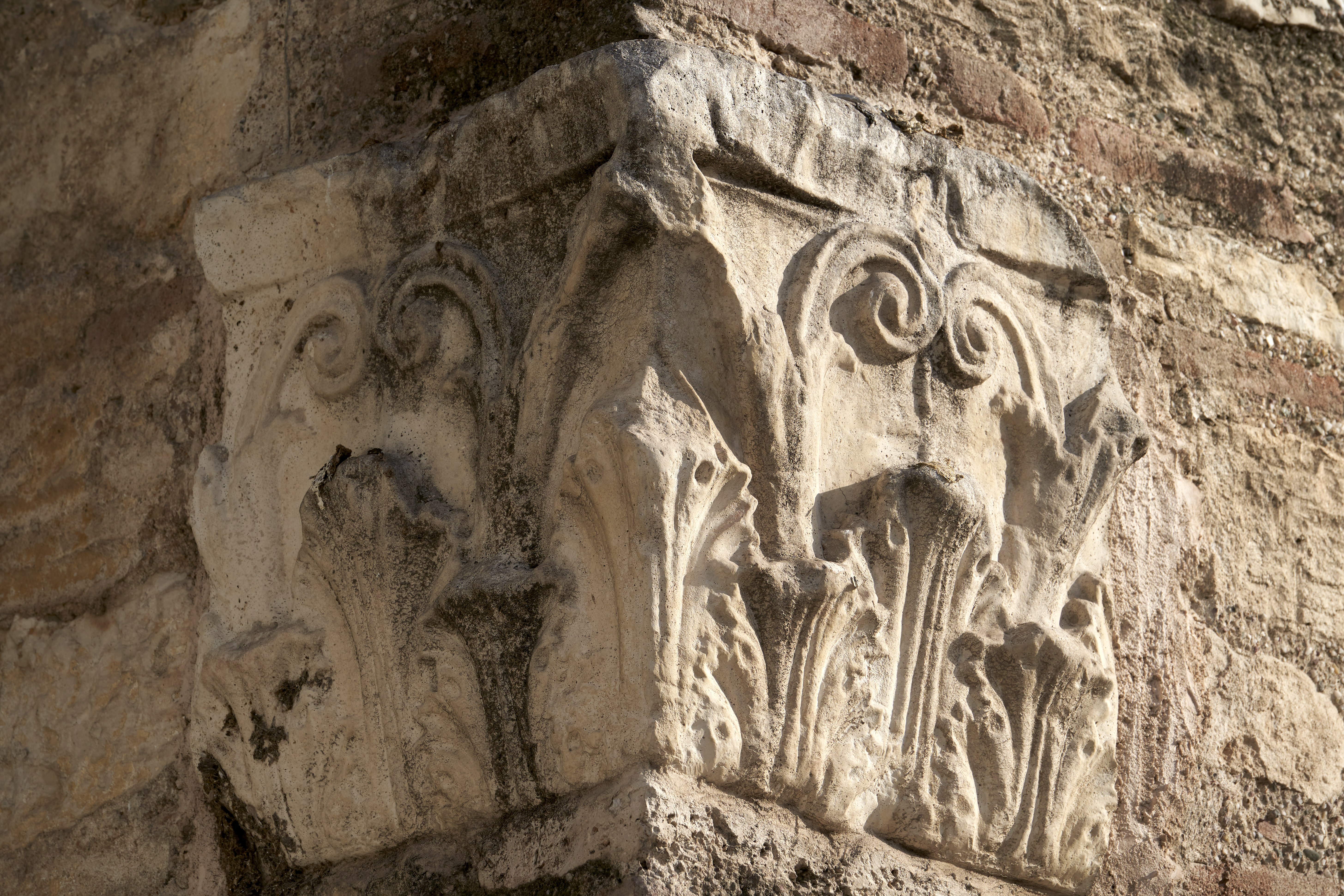
Chapiteau corinthien à l'angle de l'église.
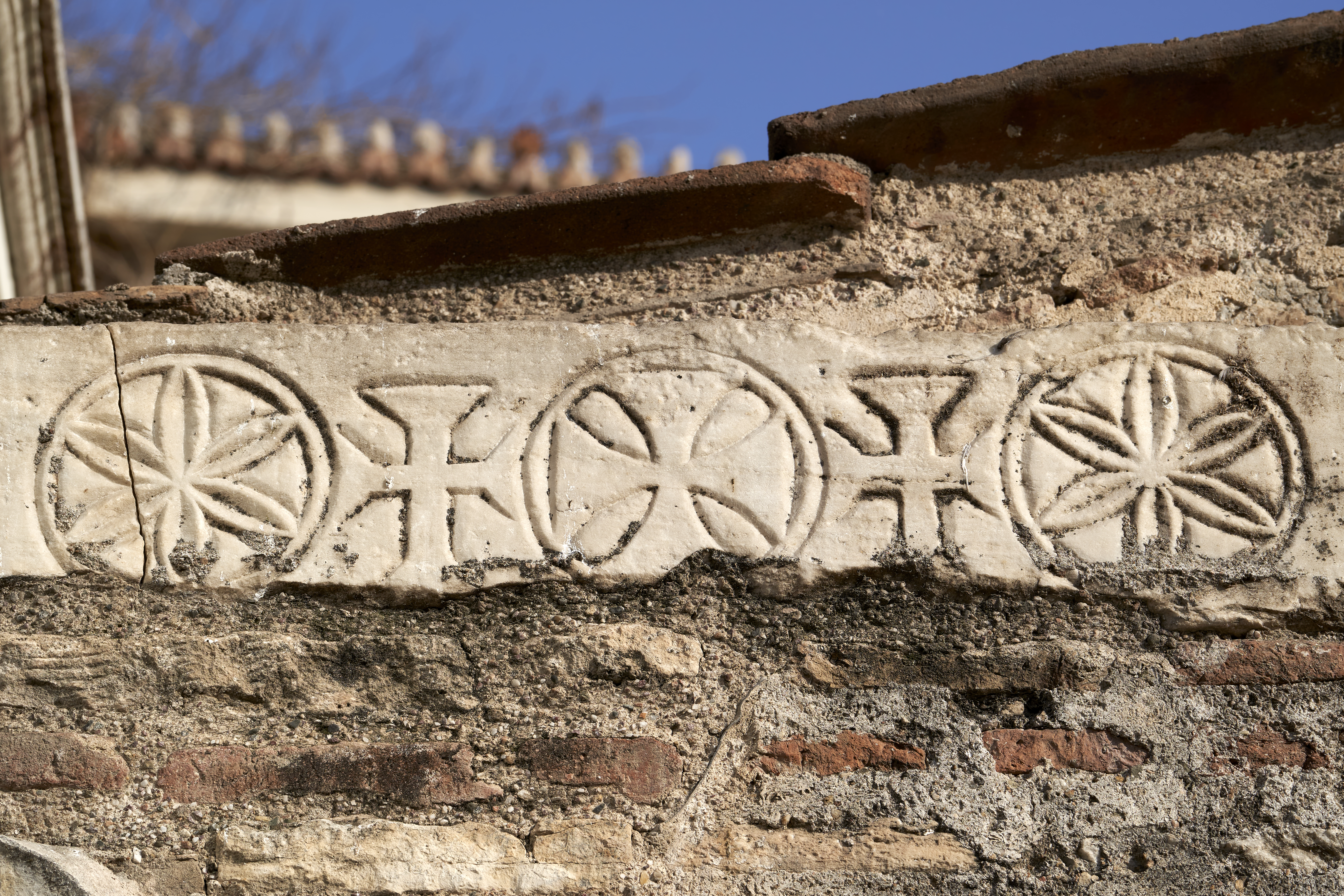
Remplois représentant des croix.